# Dave Grusin
David "Dave" Grusin (Littleton, 26 juni 1934) is een Amerikaanse jazzpianist, filmcomponist, arrangeur, producent en orkestleider.

## Carrière
Grusin studeerde aan de universiteit van Colorado en speelde daar met Terry Gibbs, Art Pepper, Anita O’Day en Johnny Smith. In 1959 ging hij naar New York en werd begeleider en arrangeur van Andy Williams. Grusin verzorgde in 1966 als muzikaal leider en arrangeur onder andere ook voor twee jaar de Caterina Valente-show en woonde tijdens deze periode in Amsterdam. Al in 1960 was hij te horen op platen van Benny Goodman en vestigde hij zich in 1962 in Los Angeles. Hier speelde en arrangeerde hij onder andere voor Sarah Vaughan, Quincy Jones en Carmen McRae. Midden jaren 1970 speelde hij keyboard met Gerry Mulligan en Lee Ritenour. Samen met Larry Rosen produceerde hij tijdens deze periode albums van muzikanten als Earl Klugh en Patti Austin voor Blue Note Records en CTI Records. In 1982 richtte hij met Rosen GRP Records op, dat zich tot een belangrijk label ontwikkelde voor eigentijdse jazz en fusion en in het bijzonder succesvol was in het bereik smooth jazz. Grusin leidde ook de allstar-bigband van het label. Tijdens de jaren 1980 en 1990 volgden verdere opnamen van fusion tot pop, deels met symfonieorkest.
Grusin componeerde en produceerde ook filmmuziek, waarvoor hij deels met een Oscar en een Grammy Award werd onderscheiden. In 1989 schreef hij de soundtrack voor The Fabulous Baker Boys, in 1990 voor Havanna en in 1999 voor Random Hearts. Bovendien produceerde hij de soundtrack voor The Firm. Ook als arrangeur werd hij meermaals onderscheiden. Hij kreeg vanaf 1986 in totaal acht Grammy's, waaronder in 2003 voor zijn instrumentale arrangement van Mean Old Man voor James Taylor. Zijn filmmuziek voor het drama On Golden Pond (1981) werd door het American Film Institute gekozen uit de 25 beste Amerikaanse filmcomposities aller tijden. Zijn werk omvat meer dan 100 filmproducties.
Behalve bij GRP publiceerde hij ook voor Columbia Records, Sheffield Lab en Polygram. Zijn broer Don Grusin is eveneens jazzpianist en componist. Dave Grusin heeft een zoon genaamd Stuart.

## Discografie
- 1969: Winning
- 1976: Discovered Again! (Sheffield Lab)
- 1978: Kenji Omura: Concierto de Aranjuez (keyboard)
- 1978: One of a Kind (GRP Records)
- 1980: Mountain Dance (GRP Records)
- 1981: Dave Grusin an the GRP All-Stars live in Japan (Arista Records)
- 1982: Out of the Shadows (GRP Records)
- 1984: And the NY-LA Dream Band (GRP Records)
- 1984: Night-Lines (GRP Records)
- 1985: Harlequin (met Lee Ritenour)(GRP Records)
- 1988: Sticks and Stones (met Don Grusin) (GRP Records)
- 1989: Migration
- 1990: Cinemagic
- 1990: Collection
- 1991: The Gershwin Connection
- 1993: Homage to Duke
- 1993: Dave Grusin Presents GRP All-Star Big Band: Live!
- 1994: The Orchestral Album
- 1997: Two for the Road: The Music of Henry Mancini
- 1997: Presents: West Side Story
- 1998: Priceless Jazz
- 2000: Two Worlds
- 2004: Now Playing: Movie Themes – Solo Piano
- 2009: Amparo - met Lee Ritenour
- 2024: Brasil - met Lee Ritenour

### Filmografie
- 1967: Divorce American Style
- 1967: Where Were You When the Lights Went Out?
- 1967: The Graduate
- 1967: Waterhole No. 3
- 1968: Candy
- 1968: The Ghost & Mrs. Muir
- 1968: The Heart Is a Lonely Hunter
- 1968: A Man Called Gannon
- 1968: Prescription: Murder
- 1969: Tell Them Willie Boy Is Here
- 1969: The Pursuit of Happiness
- 1969: Winning
- 1970: Shoot Out
- 1971: The Gang That Couldn't Shoot Straight
- 1971: Fuzz
- 1971: The Great Northfield Minnesota Raid
- 1973: The Midnight Man
- 1973: The Friends of Eddie Coyle
- 1974: The Yakuza
- 1975: Murder by Death
- 1975: Three Days of the Condor
- 1976: The Front
- 1977: Heaven Can Wait
- 1977: Mr. Billion
- 1977: Bobby Deerfield
- 1977: Casey's Shadow
- 1977: The Goodbye Girl
- 1978: The Electric Horseman
- 1978: The Champ
- 1979: …And Justice for All

### (vervolg)
- 1981: Reds
- 1981: Absence of Malice
- 1981: On Golden Pond
- 1982: Tootsie
- 1982: Author! Author!
- 1983: The Pope of Greenwich Village
- 1984: Falling in Love
- 1984: The Little Drummer Girl
- 1985: The Goonies
- 1986: Lucas
- 1987: The Milagro Beanfield War
- 1987: Ishtar
- 1988: Clara's Heart
- 1988: Tequila Sunrise
- 1989: A Dry White Season
- 1989: The Fabulous Baker Boys
- 1989: Havana
- 1990: The Bonfire of the Vanities
- 1991: For the Boys
- 1993: The Firm
- 1994: The Cure
- 1996: Mulholland Falls
- 1997: Selena
- 1997: In the Gloaming
- 1998: Hope Floats
- 1999: Random Hearts
- 2001: Dinner With Friends
- 2006: Even Money
- 2008: Recount

- Bibsys: 3061632
- Biblioteca Nacional de España: XX846335
- Bibliothèque nationale de France: cb138947670 (data)
- Gemeinsame Normdatei: 134392760
- International Standard Name Identifier: 0000 0001 1440 627X
- Library of Congress Control Number: n81015869
- Nationale Bibliotheek van Letland: 000106151
- MusicBrainz: 7915b61a-da59-4e4e-83d3-bde7a24bd1ba
- Nationale Bibliotheek van Tsjechië: xx0149964
- Nationale Bibliotheek van Israël: 987007448614005171
- Nederlandse Thesaurus van Auteursnamen: 070698929
- Istituto Centrale per il Catalogo Unico: RAVV089742
- SNAC: w6672s3q
- Système universitaire de documentation: 061419699
- Virtual International Authority File: 29718122
- WorldCat: E39PBJr3vMTbQkgy8pk778vrbd